# Læbe
Læber en et synligt organ, som er en del af munden hos mennesker og dyr, og bruges til at åbne og lukke munden. Læberne har dermed en vigtig betydning i forbindelse med åndedrættet og indtagelse af føde. De kan også bruges til at kysse og smile med.

## Menneskerne læbers anatomi
Læberne (labium superius og labium inferius) er to hudfolder, der begrænser indgangen til munden fortil. Læberne består hver af et område beklædt med tynd hud besat med hår (hhv. under næsen og over hagen), samt de "røde læber" (prolabium). Prolabiets røde farve skyldes, at huden er meget tynd, og blodkarrene derfor ses tydeligere.
Man kan i læberne skelne mellem 4 lag, benævnt udvendigt fra:
1. Huden, dermis, som bl.a. indeholder svedkirtler og talgkirtler. Efter puberteten besættes den med tykke terminalhår. Prolabiet er ikke udstyret med hår eller kirtler, hvilket forklarer, hvorfor læberne ofte hurtigt tørrer ud.
2. Muculus orbicularis oris, som er den store muskel, der omgiver læberne, og (sammen med en række andre mimiske ansigtsmuskler) modificerer læbernes facon.
3. Submucosa, der indeholder læbekirtlerne glandulae labialis, der udmunder i mundhulen.
4. Mucosa, slimhinden, der på indersiden beklæder mundhulen. Mucosa er naturligt sammenhængende med huden gennem mundspalten, rima oris, samt kindernes slimhinde.

Den vertikale bule over den øverste læbe kaldes "philtrum".
Der er tolv forskellige muskler involveret i at bevæge læberne. 